# Ед О'Нілл
Едвард Леонард «Ед» О'Нілл (англ. Edward Philip "Ed" O'Neill Jr.; народився 12 квітня 1946 року) — американський актор, відомий за ролями Ела Банді у серіалі «Одружені … та з дітьми» та Джея Прічетта у серіалі «Американська сімейка».

## Біографія
Едвард О'Нілл молодший народився 12 квітня 1946 року у родині ірландських католиків, у місті Янгстаун, штат Огайо. Мати Еда, Руф Енн Куїнлан, була домогосподаркою і соціальним працівником, а батько, Едвард Філіпп О'Нілл, працював сталеливарником. Окрім Еда, у родині було також двоє братів, які були молодші за Еда.
О'Нілл на початку перепробував безліч професій, спочатку Ед був сталеливарником, як його батько, пізніше працював барменом і продавцем вживаних машин. Під час навчання у Коледжі Державного Університету Янгстауна, Ед встигав вивчати мистецтво, особливо театральне, і історію у Коледжі Університету Штату Огайо. Ед любив спорт і спочатку волів грати у американський футбол за університетські команди Університету штату Огайо і Університету Янгстауна. У 1969 році О'Нілла навіть узяли на перегляд до клубу «Pittsburgh Steelers», проте Еда до команди не взяли. Після такого невтішного досвіду, Ед вирішив повернутися до акторської професії, у Янгстауні О'Нілл взяв участь у прослухуванні для одного акторського агентства. Отримавши незначну роль, він вирішив повернутися до Університету Янгстауна. У цей час Ед постійно грав у місцевому театрі, а також викладав у Середній школі Урсулайн.
Також Ед має чорний пояс з бразильського джіу-джитсу.
У 1977 році Ед вирішив остаточно присвятити своє життя акторській професії. Він переїхав до Нью-Йорку і досить довго мешкав в Імперському Готелі на 79-й вулиці. Він отримав роботу як помічник, яку він називає «гіршою роботою у світі», і почав прослуховуватися у місцевих театрах. Перший акторський прорив для О'Нілла стався у 1979 році, коли він був вибраний на головну роль у бродвейському мюзиклі «Нокаут». У 1972 році Ед отримав епізодичну роль у трилері «Позбавлення», де у О'Нілла була лише одна репліка у фільмі. У 1980 році Ед знявся у фільмі Уільяма Фрідкіна «Шукач», у головній ролі якого був Аль Пачіно.
Одного разу Ед грав роль у серіалі «Миші і чоловіки», після чого йому запропонували зіграти у комедійному телесеріалі «Одружені … та з дітьми». Починаючи з першого епізоду «Одружених … та з дітьми» у 1987 році, Ед незмінно залишався провідним актором цього комедійного серіалу. З 1987 по 1997 рік було знято 262 серії. Серіал 8 разів номінувався на премію «Еммі» і 7 разів на «Золотий глобус».

## Особисте життя
У 1986 році Ед одружився з актрисою Кетрін Русофф, яка з'являлась у двох епізодах «Одружених … та з дітьми». У 1989 році вони розлучились, але знову зійшлись у 1993 році. У них є двоє дітей.

## Фільмографія
- 1980 — Розшукуючий / Cruising
- 1981 — Пси війни / The Dogs Of War
- 1987 — Одружені … та з дітьми / Married … with Children
- 1989 — К-9 / K-9
- 1989 — Дезорганізована злочинність / Disorganized Crime
- 1990 — Брати-сестри, суперники-суперниці / Sibling Rivalry
- 1990 — Пригоди Форда Ферлейна / The Adventures of Ford Fairlane
- 1991 — Датч / Dutch
- 1992 — Світ Вейна / Wayne's World
- 1994 — Маленькі велетні / Little Giants
- 1994 — Світ Уейна 2 / Wayne's World 2
- 1994 — Азартна гра / Blue Chips
- 1997 — Префонтейн / Prefontaine
- 1999 — Влада страху / The Bone Collector
- 2000 — Десяте королівство / The 10th Kingdom
- 2000 — Щасливі номери / Lucky Numbers
- 2001 — Нічиє дитя / Nobody's Baby
- 2004 — Спартанець / Spartan
- 2009 — Американська сімейка / Modern Family